# دژ شین
شین سونگ (新城) یک قلعه قدیمی گوگوریو بود که در قلعه گویی سان، ناحیه شونچنگ، شهر فوشون ، استان لیائونینگ واقع شده بود.

## تاریخ
در هشتمین ماه قمری سال ۲۹۳ (دومین سال سلطنت پادشاه بونگسانگ )، وقتی که مورونگ وی حمله کرد، گونوجا، فرماندار شینسونگ و یک ژنرال کوچک در شمال، ۵۰۰ سواره نظام را برای مقابله با پادشاهی که قصد لشکرکشی به شین‌سونگ را داشت، رهبری کرد، اما وقتی با ارتش مورونگ وی روبرو شد، آنها را شکست داد. پس از پیروزی، گونوجا به درجه سرلشکری ترفیع یافت و گوکریم را به عنوان تیول خود دریافت نمود.
در سال ۳۳۵ (پنجمین سال سلطنت پادشاه گوگوکوون )، یک مکان مقدس جدید در شمال ساخته شد که با مکان‌های قبلی متفاوت بود. پروفسور ایم گی-هوان تخمین زد که مکان مقدسی که در اسناد گذشته آمده است، در شمال شرقی گوگوریو واقع شده است و مکان مقدسی که در سال ۳۳۵ ساخته شد، موسون گویسان سونگ بود که هم اکنون به عنوان مکان مقدس شناخته میشود.
در سال ۶۵۴ (سیزدهمین سال سلطنت پادشاه بوجانگ )، ژنرال گوگوریو آنگو توسط ژنرال خیتان ایگولگا در شین‌سونگ شکست خورد.
در سال ۶۶۷ ، هنگامی که مورد حمله لی جه از سلسله تانگ قرار گرفت، ارباب قلعه شین‌سونگ سعی در مقاومت کرد، اما سابوگو او را بست و تسلیم شد و قلعه سرانجام سقوط کرد.
این قلعه یکی از ۱۳ قلعه‌ای بود که حتی پس از سقوط قلعه پیونگ یانگ، به همراه دژ آنشی ، قلعه یودونگ و قلعه جیان‌آن، تسلیم سلسله تانگ نشد و به مرکز جنبش احیای گو یونمو تبدیل شد، اما در نهایت شکست خورد.